# На берегах тумана
«На берегах тумана» — фантастический роман Фёдора Чешко, впервые опубликованный в 1997 году в издательствах «АСТ» и «Terra Fantastica». При переиздании в 2004 году в издательстве «Крылов» был разбит на три романа: «Посланник Бездонной Мглы», «Виртуоз боевой стали», «Витязь Железный Бивень».

## Сюжет
В деревне на краю света, у обрыва в никуда живёт столяр Хон и его сварливая жена, семья у них бездетная. В начале романа здешние клирики приводят к Хону Незнающего (Незнающими называют тех, кто приходит из Бездонной — без памяти, на умственном уровне пятилетних детей), парня лет четырнадцати. Хон усыновляет парня и понемногу учит его; парень — его зовут Лефом — влюбляется в дочь соседа Ларду. Через некоторое время выясняется, что прежде Леф был певцом, играл на музыкальных инструментах и сочинял стихи. Обретая утраченный в Бездонной разум, Леф обретает привлекательность, и Ларда готова ответить ему взаимностью.
Но обстоятельства складываются так, что в конце первого романа Ларда проваливается в Бездонную, и Леф уходит туда за ней. Бездонная — это дыра между мирами, возникшая, когда некая катастрофа изолировала их друг от друга, и обладающая свойством отбирать у человека память. Леф, выбравшись в мир по другую сторону Бездонной (в том мире её называют Прорвой), ощущает себя уже не Лефом, а Нором, школяром-недоучкой, певцом, женихом дочери трактирщика Рюни, и о Ларде уже не помнит. Однако, когда Нор сводит близкое знакомство с вольнодумцами, обитающими в этом мире, они открывают ему глаза на то, кем он является. Нор-Леф встаёт перед нелёгким выбором: как сочетать любовь к Ларде с любовью к Рюни, как обрести единого себя и по какую сторону Прорвы-Бездонной должен существовать этот единый человек, возможно ли вообще объединить разъединённое? У обоих миров есть права на главного героя, оба они обладают достоинствами и недостатками, и благодаря двойной природе героя он может предотвратить гибель обоих миров, но при непременном условии: ему следует выбрать один из миров и остаться в нём, отказавшись от той части себя, что принадлежит другому миру.

## Художественные особенности
Роману присущи такие особенности, как напряжённое действие, динамичность боевых сцен, наличие элементов детектива и триллера, благодаря которым читатель находится в постоянном напряжении. Миры тщательно проработаны, вплоть до уровня идиоматических выражений и народных суеверий, — это создаёт сильный эффект присутствия. Детально проработаны речевые характеристики персонажей, определить говорящего можно по строю речи — как правило, колоритной и неповторимой. Елена Хаецкая отмечает, что «книга Фёдора Чешко написана легко, языком приятным. Много симпатичных персонажей… Женские образы, как водится, достаточно стандартны, но как тут быть — такова уж традиция жанра».